# Trissolcus davatchii
Trissolcus davatchii is een vliesvleugelig insect uit de familie van de Scelionidae. De wetenschappelijke naam van de soort is voor het eerst geldig gepubliceerd in 1968 door Javahery.